# Елоев, Заур-бек Тасултиевич
Заур-бек Тасултиевич Елоев (1875 — 1921) — русский военный деятель, полковник (1916). Герой Первой мировой войны, участник Белого движения.

## Биография
Сын кавказского узденя Тау-Султана Кавдыновича Елоева. С 1893 года унтер-офицер Симферопольского 133-го пехотного полка. В 1894 году после окончания офицерских курсов при Алексеевском военном училище произведён в подпоручики и выпущен в 39-ю артиллерийскую бригаду. 
В 1898 году произведён в поручики, в 1901 году в штабс-капитаны — командир полубатареи Кавказской резервной артиллерийской бригады. В 1907 году 
произведён в капитаны — старший офицер батареи 39-й артиллерийской бригады.

С 1914 года  участник Первой мировой войны,  подполковник — командир 5-й батареи 21-й артиллерийской бригады. Высочайшим приказом от 3 февраля 1915 года за храбрость награждён Георгиевским оружием: 
За то, что с 28 сентября по 3 октября 1914 года в боях под деревней Самводзе, находясь на наблюдательном пункте в сфере действительного ружейного и артиллерийского огня, корректировал стрельбу батареи, нанося противнику действительные поражения, чем много способствовал наступлению пехоты и успеху общего дела

Высочайшим приказом от 18 июля 1915 года за храбрость награждён орденом Святого Георгия 4-й степени:
За то, что   в бою 7 ноября 1914 года у д. Льгота-Мурована, находясь под сильным огнём превосходной по числу орудий неприятельской артиллерии, искусным и доблестным управлением своей батареи до конца боя не позволил неприятельской артиллерии действовать против нашей пехоты чем и способствовал удержанию занятой позиции. Затем в бою 10 ноября когда неприятельская пехота повела стремительную атаку, пренебрегая сильным огнём нескольких неприятельских батарей, самоотверженно обратил свой огонь на наступавшую пехоту, заставил её отойти, все время привлекая на себя огонь неприятельских орудий, чем дал возможность выполнить отряду поставленную ему задачу
В 1916 году на основании Георгиевского статута произведён в полковники — командир 2-го дивизиона 21-й артиллерийской бригады.
После Октябрьской революции, участник Белого движения в составе Добровольческой армии и ВСЮР —  командир 8-й батареи 8-й артиллерийской бригады. В 1920 году взят в плен бойцами РККА, содержался в Архангельском и Пертоминском лагерях. 5 апреля 1921 года расстрелян под Архангельском.

## Награды
- Орден Святого Станислава 2-й степени с мечами (ВП 28.07.1900; Мечи — ВП 09.09.1916)
- Орден Святой Анны 3-й степени с мечами и бантом (ВП 30.10.1905; Мечи и бант — ВП 21.05.1916)
- Георгиевское оружие (ВП 03.02.1915)
- Орден Святого Владимира 4-й степени с мечами и бантом (ВП 19.02.1915)
- Орден Святого Георгия 4-й степени (ВП 18.07.1915)
- Орден Святой Анны 4-й степени  «За храбрость» (ВП 31.05.1916)
- Орден Святой Анны 2-й степени с мечами (ВП 23.10.1916)